# Pallacanestro Virtus Roma
Pallacanestro Virtus Roma ist ein italienischer Basketballverein, der in Rom beheimatet ist. Die Vereinsfarben sind rot, blau und gelb. 

## Geschichte
Virtus stieg 1980 in die Serie A auf. Nur 3 Jahre später feierte der Verein seine erste und bis heute einzige Meisterschaft. 1984 dann folgte der große Triumph auf europäischer Ebene, als Virtus im Finale des Landesmeisterpokals den FC Barcelona besiegen konnte und sich auch den Intercontinental Cup sicherte. Im folgenden Jahr erreichte Virtus das Halbfinale des Landesmeisterpokals. Weitere internationale Titel folgten mit den Korać-Cup-Gewinnen 1986 und 1992. 
In der italienischen Meisterschaft jedoch konnte Virtus nicht ganz an den Erfolg von 1983 anknüpfen und erreichte erst 2008 wieder das Finale, dem eine weitere Vizemeisterschaft in der Spielzeit 2012/13 folgte. Nach der Saison 2014/15 zog sich der Verein aufgrund fehlender Sponsoren aus der Serie A1 zurück, um in der Serie A2 anzutreten. In der Spielzeit 2018/19 gelang der Wiederaufstieg in der Serie A. Im Dezember 2020 wurde die Mannschaft wegen finanzieller Probleme vom Spielbetrieb der laufenden Serie A zurückgezogen.

## Halle
Virtus Roma trägt seine Heimspiele im 3.500 Plätze fassenden Palazzetto dello Sport aus. Nach dem Gewinn der italienischen Meisterschaft 1983 zog man in die 13.200 Zuschauer fassenden Halle Palazzo dello Sport um, musste aber aufgrund der Renovierung der Halle von 2000 bis 2003 wieder in den Palazzetto dello Sport zurückkehren. 
Die Rückkehr in die größere Halle, mittlerweile umbenannt in PalaLottomatica und auf ein Fassungsvermögen von 10.500 Zuschauern reduziert, in der Spielzeit 2003/04 war wegen der Unterhaltskosten nur von kurzer Dauer. Erst mit den Play-off-Heimspielen 2004/05 zog man wieder für einige Jahre in die PalaLottomatica um. Aufgrund der nach wie vor hohen Unterhaltskosten trug der Verein seine Heimspiele ab der Spielzeit 2011/12 wieder im kleineren Palazzetto dello Sport aus. Nach der Spielzeit 2017/18 gab der Verein die Rückkehr in die größere PalaLottomatica (seit 2018 wieder Palazzo dello Sport) bekannt.

## Erfolge
- Italienischer Meister: 1983
- Italienischer Supercup: 2000

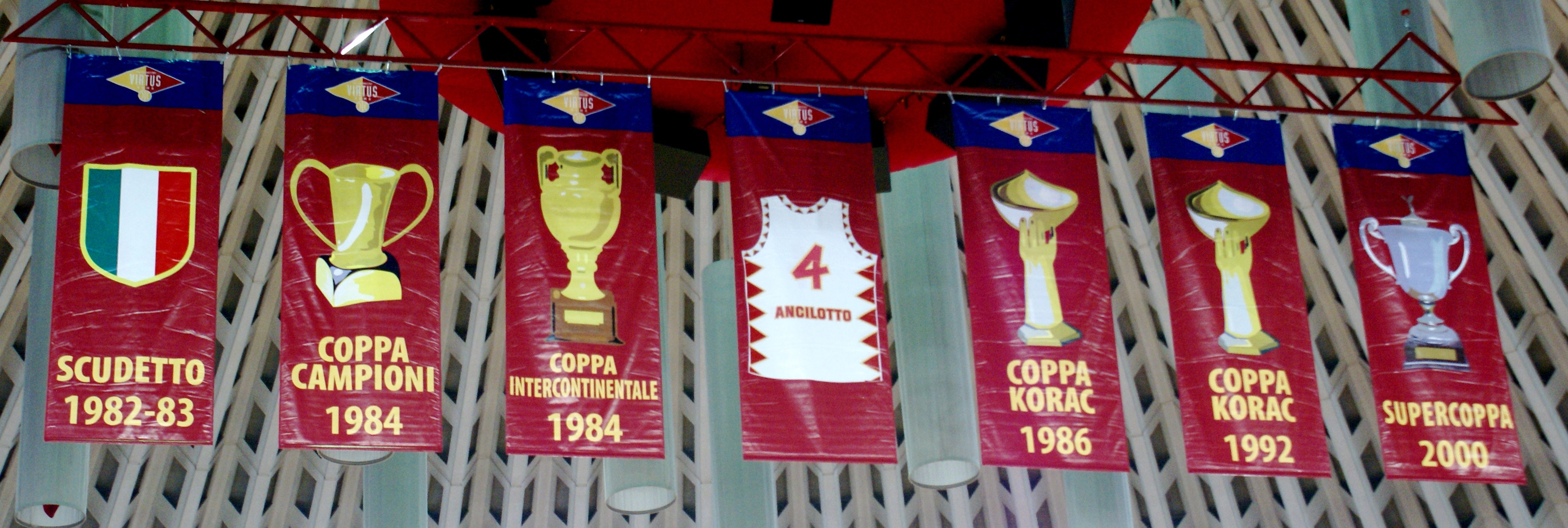
Banner an der Hallendecke der PalaLottomatica; in der Mitte das zurückgezogene Trikot von Davide Ancilotto

- Europapokal der Landesmeister: 1984
- Intercontinental Cup: 1984
- Korać-Cup: 1986, 1992

## Sponsorennamen
- Banco (1971–1988)
- Phonola (1988–1989)
- Il Messaggero (1989–1992)
- Burghy (1993–1994)
- Teorematour (1994–1995)
- Nuova Tirrena (1995–1996)
- Telemarket (1996–1997)
- Calze Pompea (1997–1999)
- AdR (1999–2001)
- Würth (2001–2002)
- Lottomatica (2002–2011)
- Acea (2011–2016)
- UNICASO (2016–2017)

## Bekannte Spieler

### Zurückgezogene Trikotnummern
- Davide Ancilotto (Nr. 4; 1996–1997 im Verein; Trikotnummer nach seinem Tod 1997 zurückgezogen)

### Sonstige Spieler
| - Enrico Gilardi (1981–1987, 1988–1990) - Fulvio Polesello (1980–1988) - Larry Wright (1982–1984, 1987–1988) - Marco Solfrini (1982–1986) - George Gervin (1986–1987) - Mike Bantom (1986–1989) - Danny Ferry (1989–1990) - Brian Shaw (1989–1990) - Roberto Premier (1989–1994) - Michael Cooper (1990–1991) - Dino Rađa (1990–1993) - Rick Mahorn (1991–1992) - Sandro Dell’Agnello (1992–1994) - Hugo Sconochini (1995–1996, 2004–2006) - Walter Magnifico (1997–1998) - Saša Obradović (1997–1999) | - Alex Righetti (2000–2007) - Carlton Myers (2001–2004) - Anthony Parker (2002–2003) - Daniel Santiago (2002–2003) - Davide Bonora (2002–2005) - Marko Tušek (2002–2006) - Luboš Bartoň (2003–2005) - Tyus Edney (2004–2005) - Tomas van den Spiegel (2004–2006) - Marko Pešić (2005–2006) - Dejan Bodiroga (2005–2007) - David Hawkins (2005–2008) - Jón Arnór Stefánsson (2007–2008) - Gregor Fučka (2007–2008) - Erazem Lorbek (2007–2008) - Roko Leni Ukić (2007–2008) | - Andrea Crosariol (2008, 2009–2012) - Sani Bečirovič (2008–2009) - Primož Brezec (2008–2009) - Brandon Jennings (2008–2009) - Luigi Datome (2008–2013) - Ali Traoré (2010–2011) - Charles Smith (2010–2011) - Nihad Đedović (2010–2012) - Nemanja Gordić (2010–2012) - / Ade Dagunduro (2012) - Bobby Jones (2012–2015) |